# Mayschoß
Mayschoß is een plaats in de Duitse deelstaat Rijnland-Palts en maakt deel uit van de Landkreis Ahrweiler.
Mayschoß telt 911 inwoners.
Mayschoß ligt in het dal van de Ahr, in de Eifel. De omgeving van Mayschoß wordt erdoor gekenmerkt, hoe de Ahr door de Eifel stroomt. Door verwering maakt de Ahr er veel bochten. Op de plaats waar twee bochten elkaar hebben geraakt, kon het water een nieuwe weg volgen en kwam het oude rivierdal droog te staan. Op het ongeveer cirkelvormige gebied, waar de Ahr eerst omheen stroomde, bleef een los staande berg achter. Vanaf de helling aan het zuiden van het Ahrdal is dat duidelijk te zien.
Bij de overstromingen in juli 2021 werd ongeveer een derde van de plaats verwoest.

## Bestuur
De plaats is een Ortsgemeinde en maakt deel uit van de Verbandsgemeinde Altenahr.

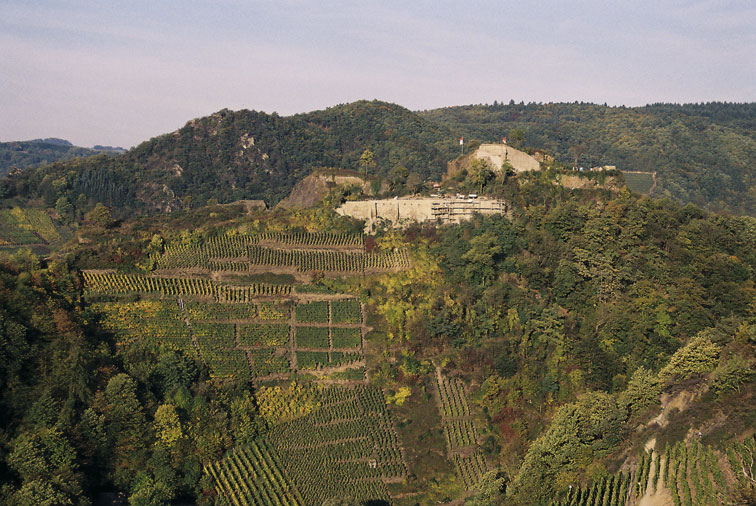
Ruïne Saffenburg te Mayschoß